# Yucca cernua
Yucca cernua E.L. Keith es una especie rara en la familia Asparagaceae conocida sólo de una pequeña región del Condado de Newton y el Condado de Jasper en el este de Texas.

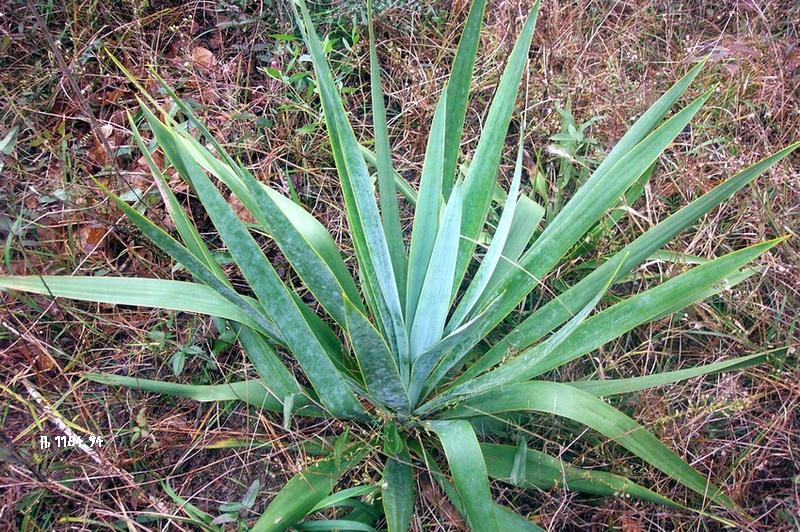
Vista de la planta

## Hábitat
La especie a menudo crece en hábitats perturbados como bordes de la carretera.

## Taxonomía
Yucca cernua fue descrita por L.W.Lenz y publicado en Sida 20(3): 892–897, f. 1–2. 2003.
Etimología
Yucca: nombre genérico que fue nombrado por Carlos Linneo y que deriva por error de la palabra taína: yuca (escrita con una sola "c").
cernua: epíteto latíno que significa "inclinada".